# Cantó de Llemotges Beu Puég
El cantó de Llemotges Beu Puég és un cantó francès del departament de l'Alta Viena, situat al districte de Llemotges. És format per part del municipi de Llemotges.

## Municipis
- Llemotges

## Història
| Data d'elecció                           | Identitat                    | Partit | Qualitat |
| ---------------------------------------- | ---------------------------- | ------ | -------- |
| 1973-1982                                | M. Renaudie                  | PCF    |          |
| 1982-1988                                | Pierre Julliard              | PS     |          |
| 1988-                                    | Marie-Françoise Pérol-Dumont | PS     |          |
| les dades anteriors no són pas conegudes |                              |        |          |
|                                          |                              |        |          |

## Demografia
| 1962 | 1968 | 1975 | 1982 | 1990 | 1999  | 2006  |
| ---- | ---- | ---- | ---- | ---- | ----- | ----- |
| -    | -    | -    | -    | -    | 7.026 | 7.408 |